# 前橋市立第二中学校
前橋市立第二中学校（まえばししりつ だいにちゅうがっこう）は、群馬県前橋市城東町にあった公立中学校。
少子化などによる生徒数の減少に伴い2010年度（平成22年度）をもって閉校、近隣の前橋市立第四中学校と統廃合した。現在は前橋市立みずき中学校として、2011年度(平成23年度)新開校した。2015年度には前橋市立第四中学校の跡地に建設中の新校舎へ校地を移した。

## 所在地
- 群馬県前橋市城東町四丁目24番12号
  - 上毛電気鉄道上毛線城東駅下車徒歩3分

## 教育信条
「深く考える生徒・心豊かな生徒・心身ともにたくましい生徒」

## 沿革
- 1947年（昭和22年）4月 - 開校。
- 1956年（昭和31年） - 校歌制定（作詞は草野心平[1]）。
- 1958年 - 前橋市立第五中学校を分離する。
- 2011年（平成23年）3月31日 - 少子化による生徒数の減少のため、第四中学校と統合のため閉校。

## 平成18年度特色ある学校
- 地域美化活動（全校生徒が地区ごとに分かれて各自治会が実施する有価物回収にボランティアとして参加。（夏休み））
- 花いっぱい運動（全校でパンジーなどの花を育て校区内の公共施設やお年寄りの家などに配布する）
- 小中連携（二中地区に有る前橋市立中川小学校と連携し小中合同の授業などを実施）

## 学区
- 本町三丁目
- 三河町一丁目、二丁目
- 朝日町一丁目、二丁目、三丁目、四丁目
- 城東町二丁目、三丁目、四丁目、五丁目

## PTA組織
- 前橋二中おやじ倶楽部